# Yvonne Escher

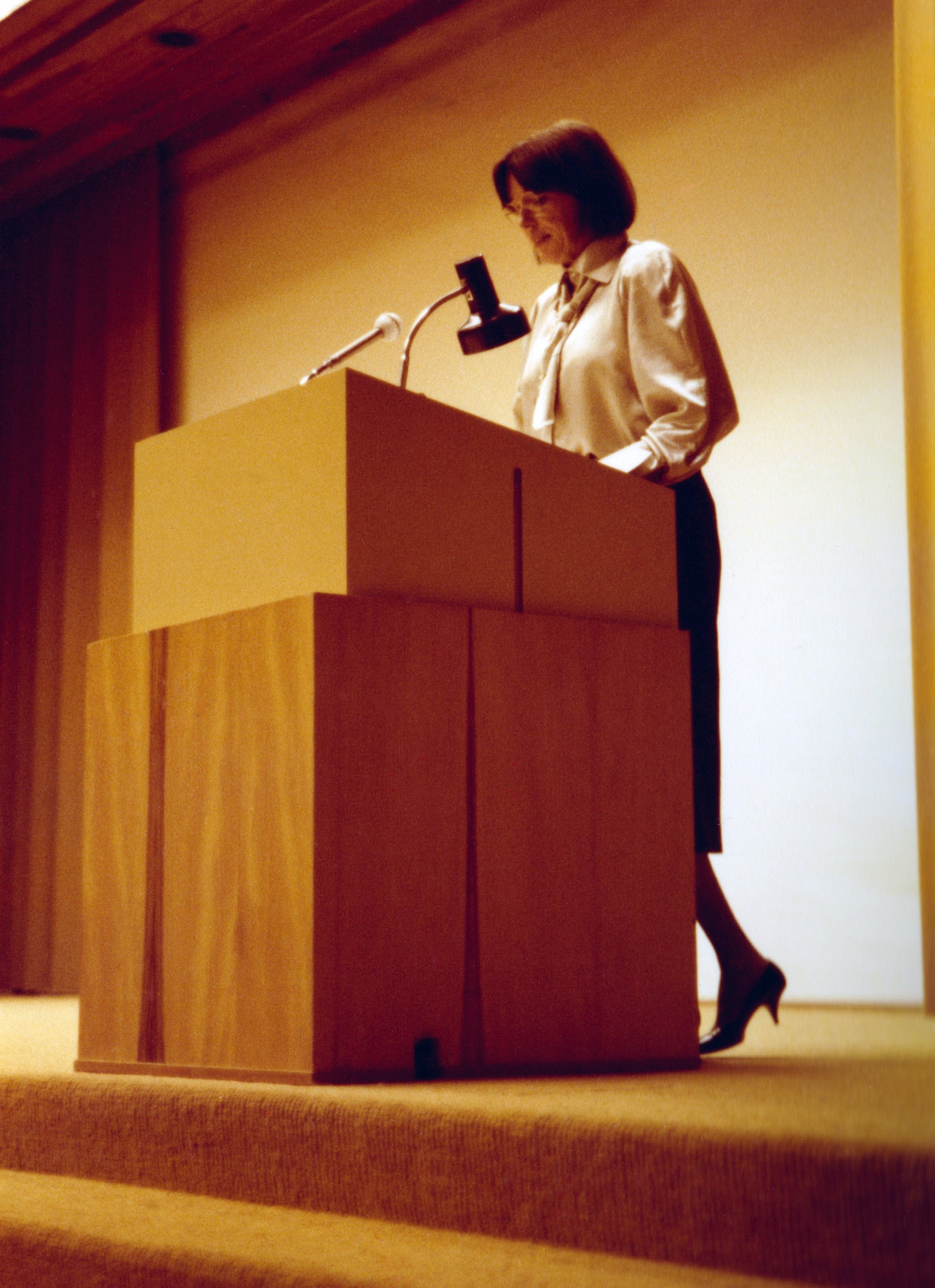
Yvonne Escher anlässlich ihrer Filmpremiere «Rebzeiten», 1985

Yvonne Escher (* 9. Februar 1934 in Stein am Rhein; † 25. Januar 2025 in Steckborn) war eine Schweizer Filmregisseurin.

## Leben
Yvonne Escher kam in Stein am Rhein zur Welt. Ihre Jugend und Schulzeit verbrachte sie in Steckborn, wo ihre Eltern in der Kunstseidenfabrik arbeiteten. Ihre Eltern liessen sich während ihrer Schulzeit scheiden, worunter sie litt. 1952 besuchte sie die Handelsschule in Konstanz, 1954 zog sie um nach Zürich. Danach folgte eine Ausbildung an der Schauspielschule Köln. Nach verschiedenen Reisen zog sie nach Genf, wo sie den jungen Filmregisseur Francis Reusser kennenlernte, der ihr eine Rolle im Film Antoine et Cléopâtre (1964) anbot. Dadurch lernte sie die Genfer Filmszene um Alain Tanner, Claude Goretta und  Michel Sutter kennen, später den italienischen Filmer, Kritiker und Herausgeber Carlo Di Carlo, mit dem sie eine Beziehung einging. Über Carlo lernte sie Filmgrössen wie Michelangelo Antonioni und Pier Paolo Pasolini kennen, wurde Teil der Römer Filmszene und arbeitete in verschiedenen Funktionen mit.
1977 kehrte sie in die Schweiz in ihren Heimatort Steckborn zurück. Sie gründete dort eine Theatergruppe mit, aus welcher das heute noch bestehende Phönix Theater hervorging. 1981 lernte sie den Frauenfelder Fotografen und Kameramann Konrad Keller kennen. Mit ihm realisierte sie einige Filmprojekte, die sich mit der lokalen Kultur beschäftigten. 1982 erschien der Film «Der See und seine Fischer», ein Portrait über die Bodenseefischer, 1986 der Film «Rebzeiten». Es folgten weitere regionale Film- und TV-Projekte. 2001 erhielt sie den Thurgauer Kulturpreis.
Am 25. Januar 2025 starb Yvonne Escher im 91. Lebensjahr in Steckborn.

## Filmografie (Auswahl)
- 1982: Der See und seine Fischer
- 1985: Rebzeiten